# 大阪府立現代美術センター

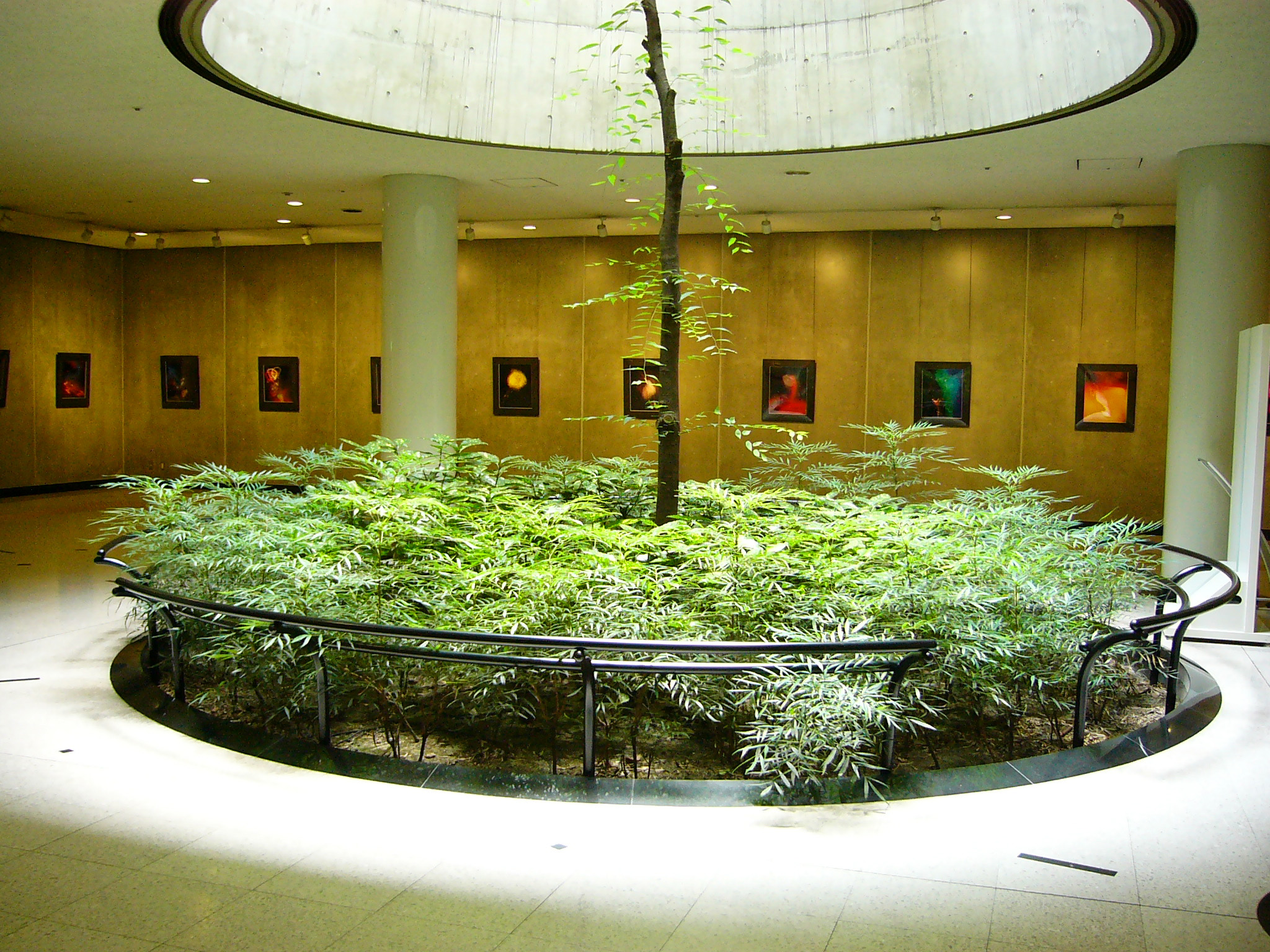
地下鉄連絡通路展示コーナー

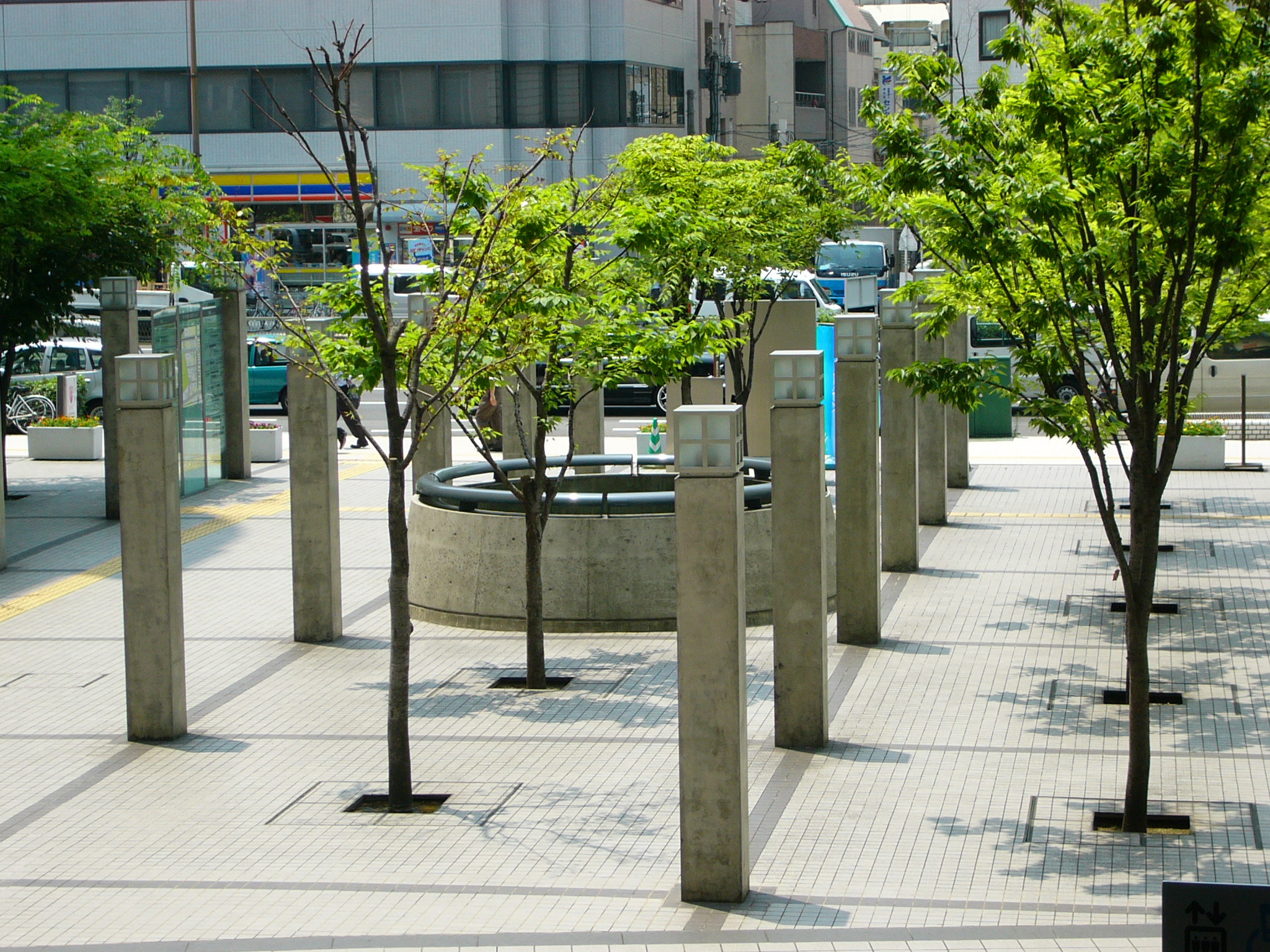
地上アプローチ

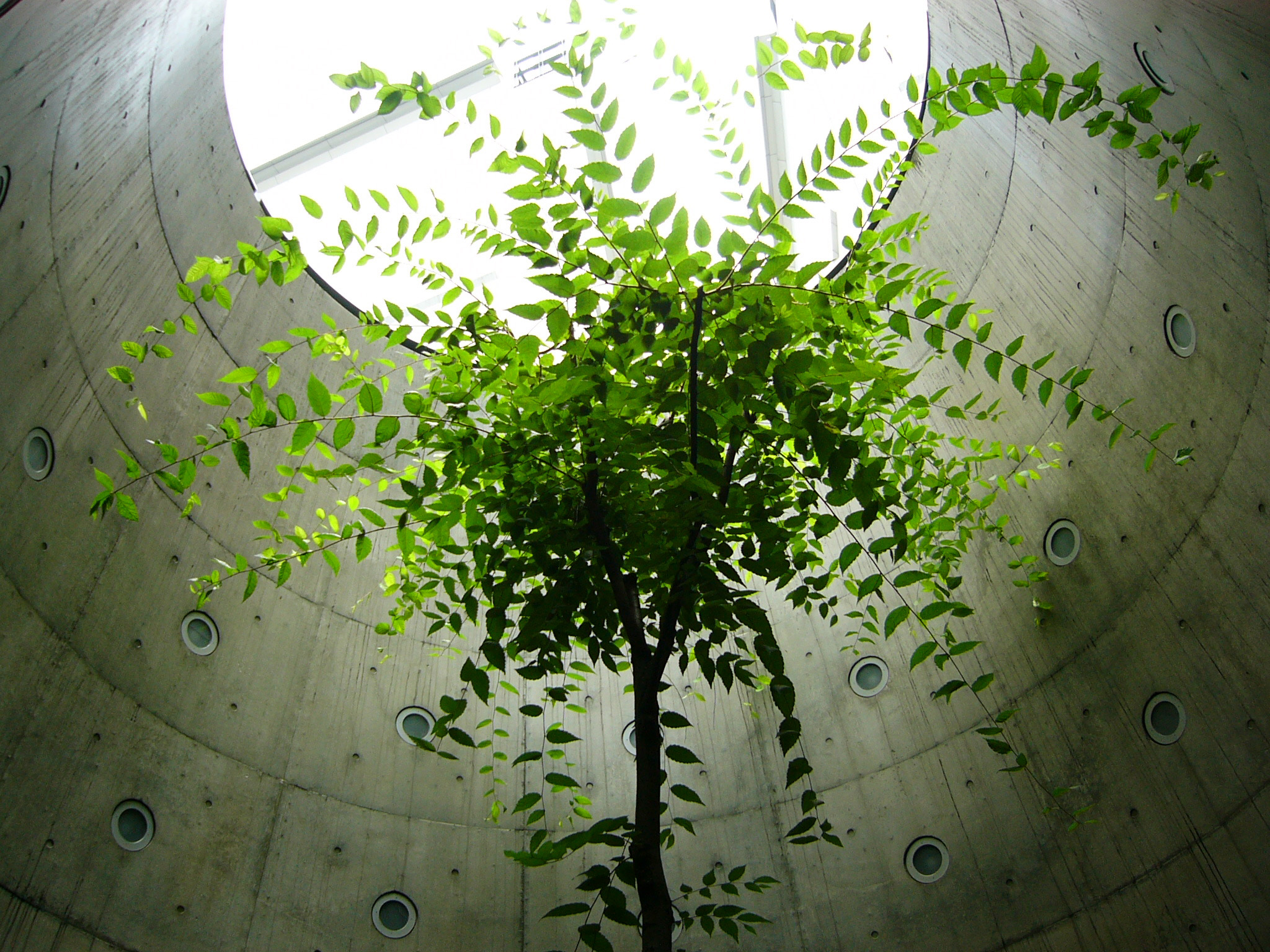
吹き抜け

大阪府立現代美術センター（おおさかふりつげんだいびじゅつセンター）は、大阪府大阪市中央区にあった美術館。1974年に設立され、2000年に移転の後、2012年3月末に閉館した。貸展示室等は大阪市西区江之子島にオープンした大阪府立江之子島文化芸術創造センターで引き続き業務を行っている。
「現代美術コンクール」などの公募展主催や新進作家を紹介する展覧会企画、ヨーロッパ諸国との芸術家交流事業など新しい才能の発掘と、国内外の美術情報の提供を主たる目的とする美術館施設であった。公募展入賞作品など現代版画を中心に約7,500点の作品を所蔵していた。

## 沿革
- 1974年 大阪市北区堂島に「大阪府民ギャラリー」という名称で開館
- 1980年 大阪市北区中之島に移転し、「大阪府立現代美術センター」に改称
- 2000年 大阪市中央区大手前に移転
- 2008年 6月に発表された「『大阪維新』プログラム(案)・財政再建プログラム(案)」により廃止が提案される[1]
- 2012年 3月閉館

## 施設
- 展示室 A、B
- 地下鉄連絡通路展示コーナー
- 情報コーナー

## 所在地
- 〒540-0008 大阪府大阪市中央区大手前3-1-43 大阪府新別館北館・南館（閉館）

## 交通
- 大阪市営地下鉄谷町線 谷町四丁目駅 徒歩3分
- 京阪本線 天満橋駅 徒歩12分

## 閉館
2012年3月末をもって閉館し、貸展示室等は大阪市西区江之子島にオープンした大阪府立江之子島文化芸術創造センターにおいて引き続き業務が行われている。

## トラブル
大阪府に寄贈された絵画のうち、同センターが管理していた1点が紛失していたことが、2010年5月に判明。さらに府が追跡調査を実施したところ、大阪府立成人病センター（現：大阪国際がんセンター）などに貸し出された絵画計24作品（評価額にして70 - 150万円相当）が所在不明となっていたことが、同年7月30日に判明した。府は、これらの事実を、報道されるまで10年以上に亘り公表しておらず、府内調査も実施していなかったことも明らかになっている。